# Krobielowice
Krobielowice (niem. Krieblowitz) – wieś w Polsce położona w województwie dolnośląskim, w powiecie wrocławskim, w gminie Kąty Wrocławskie.
W latach 1975–1998 miejscowość administracyjnie należała do województwa wrocławskiego. 

## Nazwa
Do roku 1937 nosiła niem. nazwę Krieblowitz, później  – do końca II wojny światowej – Blüchersruh (dosłownie: "miejsce spoczynku Blüchera"). 

## Zabytki
Do wojewódzkiego rejestru zabytków wpisane są:
- zespół zamkowy, z XVII-XIX w.:
  - zamek rodziny Blücherów, podarowany marszałkowi w uznaniu zasług i w nagrodę za zwycięstwo nad Napoleonem w bitwie pod Lipskiem. Pałac ten powstał w stylu renesansowym w okresie 1570 – 1580, z tego czasu zachowały się m.in. portale okienne oraz ogólne założenie z wewnętrznym dziedzińcem z arkadami. Rozbudowany w stylu barokowym w 1702
  - park
  - folwark:
    - budynek bramny, z 1878 r.
    - dom mieszkalny, z 1878 r.
    - chlewnia, z 1878 r.
- mauzoleum pruskiego feldmarszałka G.L. von Blüchera z l. 1846-53, pozostałość, znajduje się w pobliżu wsi przy drodze z Krobielowic do Kątów.